# Туркмени
Туркме́ни (туркм. Türkmenler) — тюркомовний народ, який проживає у Середній та Західній Азії.

## Територія проживання і чисельність
Туркмени — основне населення держави Туркменістан, де їх число становить понад 3 млн чоловік. Туркмени живуть також у сусідніх середньоазійських державах (Узбекистані і Таджикистані), у Ірані та Афганістані (бл. 1 млн чоловік у кожній з країн), арабських країнах (понад 200 тис. чоловік) і Туреччині (бл. 100 тис. чоловік), Пакистані (бл. 50 тис. чоловік) тощо.

### Україна
В Україні, згідно з переписом населення 2001 проживало 3 709 туркменів, з яких як рідну туркменську вказали 719 особи (бл. 1/5 усіх туркменів України), тоді як українську — 1 079 осіб (бл. 1/3).

### Росія
За даними перепису населення 2003 року у Росії проживає 33 тисячі туркменів, причому половина з них на Північному Кавказі. Історично декілька туркменських родів живуть на північному сході Ставропольського краю, куди вони почали переселятися ще наприкінці XVII — на початку XVIII століть.

### Світ
Загальна чисельність туркменів у світі — понад 6,5 млн осіб.

## Мова, релігія та основні роди
Етнічно туркмени близькі до турків та азербайджанців.
Туркмени розмовляють туркменською мовою, яка належить до тюркських мов. Писемність туркменської мови у дорадянський період — на основі арабської графіки та латинки, за СРСР (з 1940 року) — на базі кирилиці, з середини 1990-х років відбувається переведення (повернення) туркменської мови на латинську графічну основу.
Традиційно туркмени сповідують іслам сунітського спрямування, чому не змогли завадити ані совєтизація за часів СРСР, ані насаджування серед туркменів атеїзму.
Навіть дотепер серед туркменів зберігається поділ на 5 основних родів-субетносів, що дається взнаки як у повсякденному, так і політичному житті Туркменістану:
- текке
- йомут (іомут, йомуд)
- арсари́ (ерсари)
- човдур (чудур, чоудар)
- сарик

Прапор Туркменістану

Існують і менші групи (салир та інші), однак провідними і найвпливовішими є саме ці п'ять. Саме вони представлені у вигляді килимових візерунків на національному прапорі Туркменістану.

## Етнічна історія

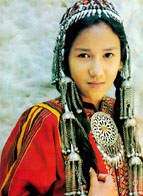
Молода туркменка у національному вбранні

Як етнос туркмени сформувалися на порубіжжі 1 — 2 тисячоліть н. е. внаслідок асиміляції огузами місцевого іраномовного населення.
У період ХІ-ХІІІ століть туркмени створюють перше національне державне утворення — Сельджуцька держава, на возвеличенні і оспівуванні якої побудована сучасна туркменська історіографія та державна ідеологія.
Пізніше за Середньовіччя землі Туркменістану завойовані монголами. Надалі туркмени входили у державні формування інших народів — тимуридські ханства, а у XVI—XVII століття туркменські землі поділені між Бухарським і Хівинським ханствами та Персією. У 1880-ті роки Туркменістан окупований Росією.
У 1917—1921 роки туркмени не раз повставали проти іноземних окупантів. З 1921 року Туркменістан є областю у складі Туркестанської АРСР; з 1924 року — союзна республіка Туркменська РСР. Слід визнати, що за СРСР у Туркменістані створено економіку, дорожну інфраструктуру, розвитку набула національна культура.
Економічний і політичний суверенітет Туркменістаном проголошено у 1990 році. Проте на референдумі 1991 року Туркменістан підтримав збереження СРСР. Президент Сапармурат Ніязов підтримав також антигорбачовський путч 1991 року. У жовтні 1991 року Туркменістан оголосив про вихід із СРСР (одна з останніх радянських республік, яка це зробила) і про свою державну незалежність. У НБСЄ й ООН Туркменістан прийнято в 1992 році.
На початку 1990-х років Туркменістан приєднався до СНД і брав участь у його роботі, але підсилення авторитарного режиму Ніязова і розбіжності у політико-економічній сфері с Росією призвели до виходу Туркменістану з повноправних членів СНД, неучасті у митному союзі з РФ. У внутрішньому житті Туркменістану спостерігається низка явищ з обмеження прав і свобод громадян країни. Надалі Туркменістан проводить самостійну політику, спираючись на вигідну торгівлю копалинами, поклади яких у країні дуже щедрі і навіть ще не до кінця розвідані. З 2006 року новий президент Гурбангули Бердимухамедов в цілому продовжує політичну лінію свого попередника.

## Дані з економіки та етнографії
Традиційним заняттям туркменів здавна є кочове скотарство. Туркмени — знані конярі, всесвітньо відомою є виведена туркменами ахалтекінська порода коня. За сучасності чимало туркменів зайняті у промисловості, в тому числі нафтовій і газовій.
У побуті туркменів і донині збереглися деякі архаїчні риси і звичаї (наприклад, калим — ві́но, викуп за наречену).
У туркменів багатий фольклор, національний епос Гер-огли.

## Україно-туркменські зв'язки
Зв'язки українського і туркменського народів на даному етапі реалізуються як у економічній, політичній, так і культурній сферах.
Україна — один з найбільших споживачів туркменського природного газу. Після розпаду СРСР набуло розвитку співробітництво між Україною та Туркменістаном в галузі економіки. І в економічних, і в політичних відносинах з Туркменістаном Україна виступає за пряму співпрацю на рівні двосторонніх угод, попри існуючі перепони.
З розпадом Радянського союзу багато етнічних українців опинилися у незалежному Туркменістані сам на сам як з економічними, так і мовно-культурними проблемами. На жаль, у радянський час рівень культурних зв'язків і обмінів був незрівнянно вищий, за теперішній. Туркменською мовою за СРСР було видано твори Т. Шевченка і І. Франка, а у перекладах українською мовою (П. Тичини, В. Сосюри, М. Рильського та ін.) з'явилися друком твори найвидатнішого туркменського поета Махтумкулі, а також X. Ісмаїлова, Б. Солтанніязова, Р. Алієва та інших туркменських письменників. У 1971 році в УРСР проходив Тиждень туркменської літератури, а в 1972 році у Туркменській РСР відбулися Дні української літератури й мистецтва.

## Виноски
1. 1 2 3 4 5  CIA World Factbook Turkmenistan. Архів оригіналу за 12 червня 2007. Процитовано 4 січня 2014. [Архівовано 2007-06-12 у Wayback Machine.]
2. ↑  Всеукраїнський перепис населення 2001 / Національний склад населення, громадянство / Розподіл населення за національністю та рідною мовою[недоступне посилання з червня 2019]
3. ↑  1 Russian Journal of Genetics, Mitochondrial DNA Polymorphism in Populations of the Caspian Region and Southeastern Europe. Архів оригіналу за 6 червня 2011. Процитовано 4 січня 2014.